# Hrabstwo Bedford (Wirginia)

Piramida wieku hrabstwa

Hrabstwo Bedford – hrabstwo w USA, w stanie Wirginia, według spisu z 2000 roku liczba ludności wynosiła 60 371. Siedzibą hrabstwa jest Bedford. Zostało założone w 1754 roku.

## Geografia
Według spisu hrabstwo zajmuje powierzchnię 1992 km², z czego 1954 km² stanowią lądy, a 38 km² – wody.

### Miasta
- Bedford

### CDP
- Big Island
- Forest
- Montvale

### Sąsiednie hrabstwa
- Hrabstwo Amherst
- Hrabstwo Rockbridge
- Hrabstwo Botetourt
- Hrabstwo Roanoke
- Hrabstwo Franklin
- Hrabstwo Pittsylvania
- Hrabstwo Campbell
- Lynchburg (niezależne miasto)